# Hentzia
Hentzia este un gen de păinjen din familia Salticidae. 

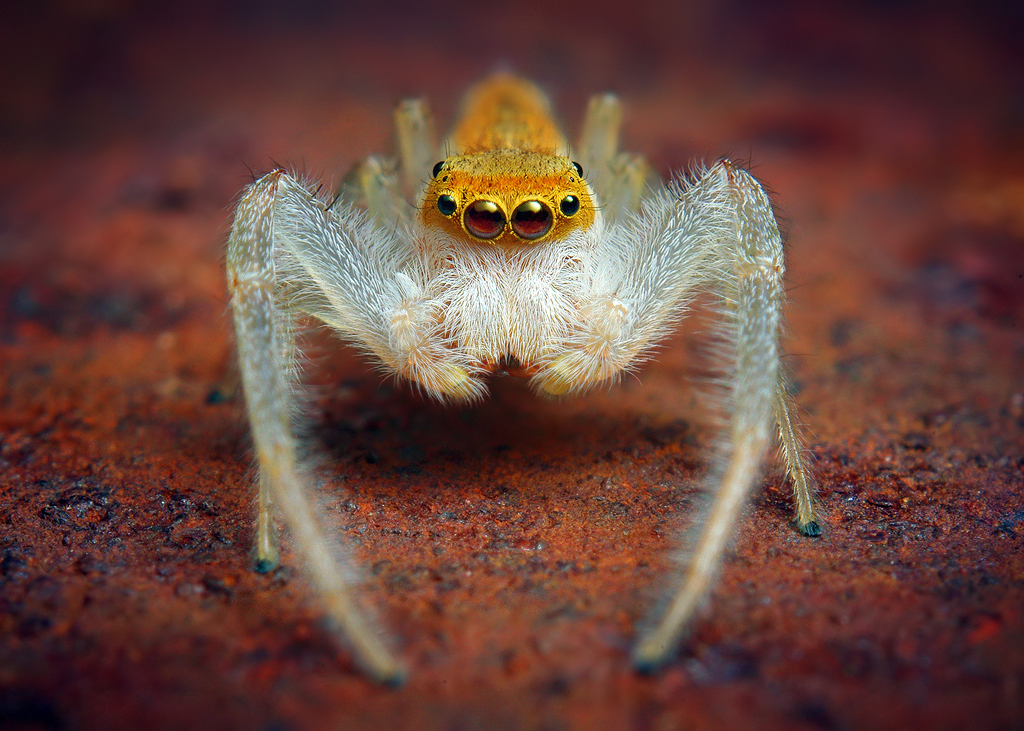
Mascul adult Hentzia mitrata

## Specii
- Hentzia antillana Bryant, 1940 — Caraibe
- Hentzia audax Bryant, 1940 — Cuba
- Hentzia calypso Richman, 1989 — Jamaica
- Hentzia chekika Richman, 1989 — SUA, insulele Bahamas, Cuba
- Hentzia cubana Richman, 1989 — Cuba
- Hentzia elegans (Keyserling, 1885) — America de Nord
- Hentzia fimbriata (F. O. P-Cambridge, 1901) — din Mexic până în Columbia
- Hentzia footei (Petrunkevitch, 1914) — Antilele Mici
- Hentzia grenada (Peckham & Peckham, 1894) — SUA

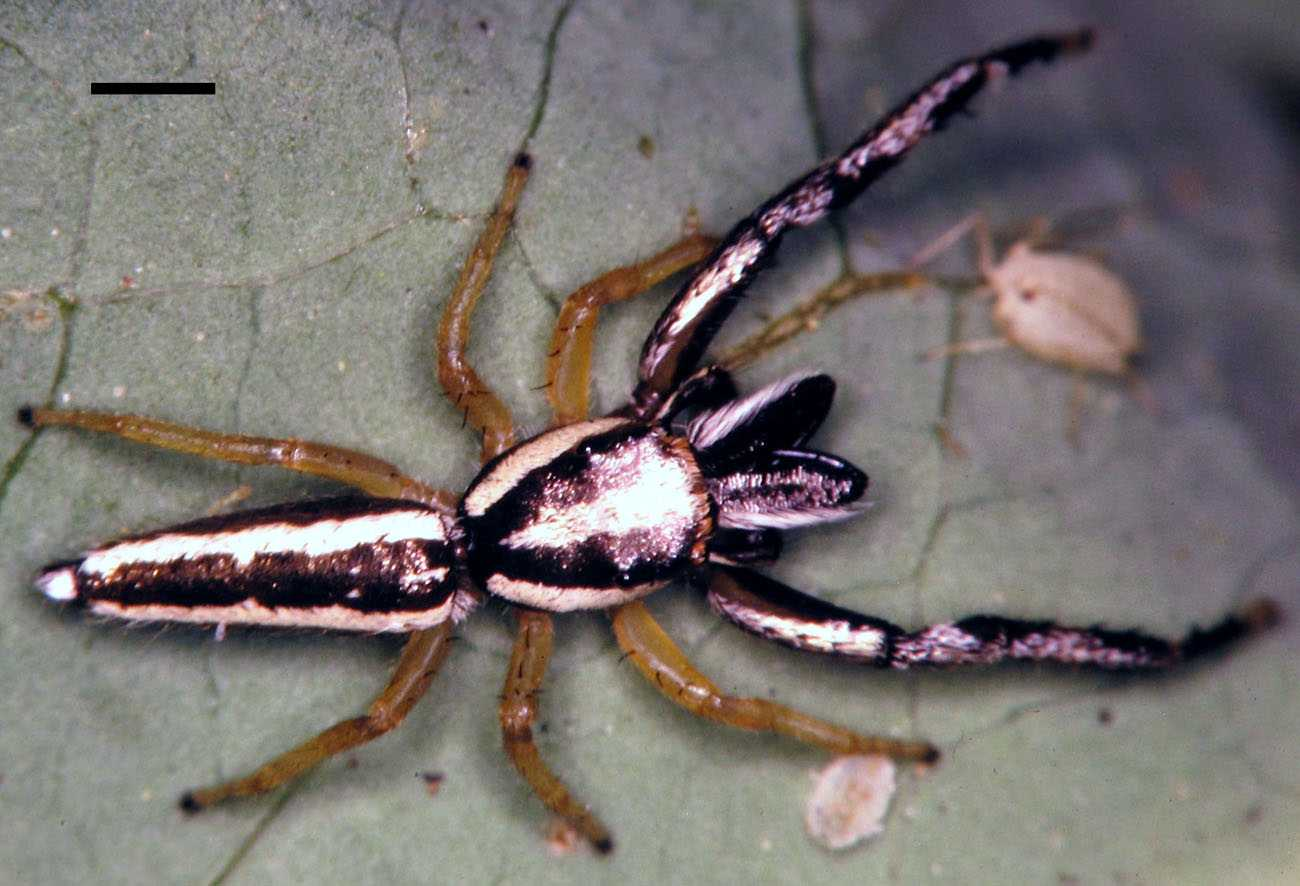
Hentzia grenada

- Hentzia mandibularis (Bryant, 1943) — Hispaniola
- Hentzia mitrata (Hentz, 1846) — SUA, Canada, insulele Bahamas
- Hentzia palmarum (Hentz, 1832) — America de Nord, insulele Bermude, insulele Bahamas, Cuba
- Hentzia parallela (Peckham & Peckham, 1894) — din Honduras până în Trinidad
- Hentzia pima Richman, 1989 — SUA
- Hentzia poenitens (Chamberlin, 1924) — Mexic
- Hentzia squamata (Petrunkevitch, 1930) — Puerto Rico
- Hentzia tibialis Bryant, 1940 — Cuba

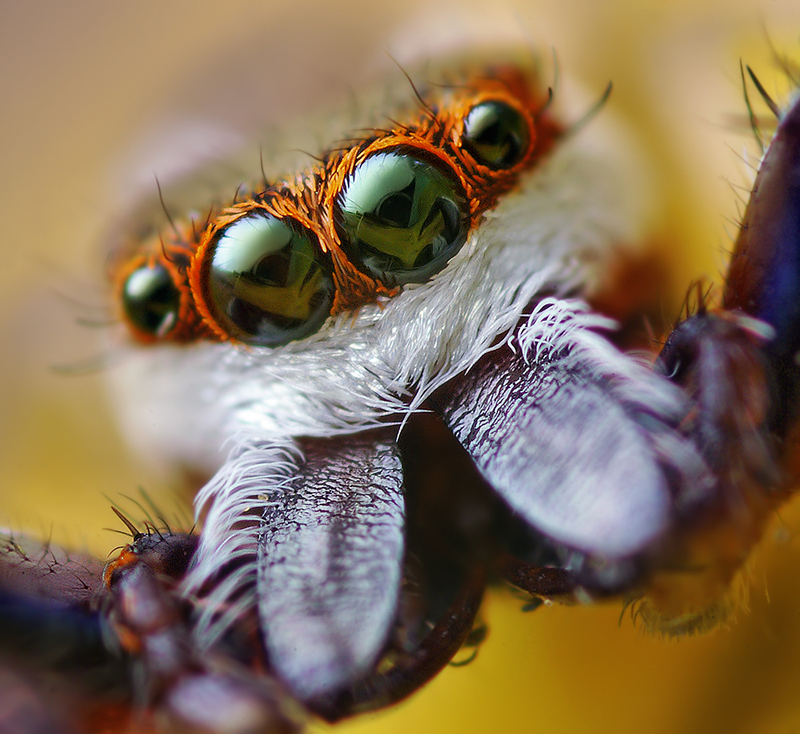
Mascul adult Hentzia palmarum

- Hentzia vernalis (Peckham & Peckham, 1893) — Columbia
- Hentzia vittata (Keyserling, 1885) — Antilele Mari
- Hentzia whitcombi Richman, 1989 — Puerto Rico, Antilele Mici
- Hentzia zombia Richman, 1989 — Hispaniola